# Adrian Scott Stokes
Pour les articles homonymes, voir Adrian Stokes (homonymie) et Stokes.
Charles Adrian Scott Stokes, né le 23 décembre 1854 à Southport dans le Merseyside et mort le 30 novembre 1935, est un peintre britannique de la fin de l'époque victorienne. Il a peint principalement des paysages.

## Biographie

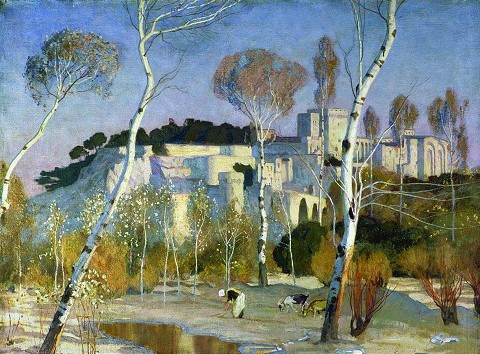
Le Palais des papes à Avignon, Southport, Atkinson Art Gallery.

Il se marie en 1884 avec Marianne Stokes (née Preindlsberger), artiste peintre d'origine autrichienne.
En 1886, Marianne et Adrian Stokes répondent à l'appel du peintre irlandais Stanhope Forbes, fondateur d'une colonie d'artistes, l'école de Newlyn, et se rendent à Saint Ives en Cornouailles, où ils font un séjour prolongé auprès d'Helene Schjerfbeck. La même année, le couple rend visite à une autre colonie d'artistes à Skagen à l'extrême nord du Danemark. Les Stokes vivent ensuite dans différents lieux d'Angleterre.
Au début du XXe siècle, les époux se lancent dans une série de voyages. Un séjour à Ždiar dans les Carpates est suivi de la parution de l'ouvrage Hongrie en 1909.
Adrian Stokes a été élu membre de la Royal Academy à Londres le 24 avril 1919.

## Publications
- (en) Adrian Stokes, Hungary : painted by Adrian & Marianne Stokes, Londres, 1909